# 无特定病原体动物
无特定病原（英語：Specific Pathogen Free，简称SPF）是動物試驗领域术语，即保证动物没有携带特定的病原。这一概念通常会与病原清单共同使用。
使用SPF动物可以确保不会有特定的疾病对试验结果造成干扰。例如，在研究药物对肺功能的影响时，动物最好没有携带流感之类的呼吸道病原。
与无菌动物或悉生动物相比，SPF动物更容易繁殖且成本更低。

## 实践
SPF动物可以通过剖宫产并进行特别护理来获得，这样新生动物就不会得到感染，例如使用带正压差的无菌塑料袋。由于（在皮肤、肠道或呼吸道）不存在可以进行保护的细菌群落，这样做的缺点是任何病原的接触都是致命的。
SPF认证的种群必须检查是否存在特定病原。在发生疾病感染时，SPF群体应当有最低疾病状态。
SPF群体必须进行定期监测以保证保持SPF的状态。

## 应用
SPF所产的受精卵为SPF种蛋，可以用于病毒学、营养学、病理学研究及生物制品（如疫苗）生产、检验。